# Alexandra Ledermann
Pour les articles homonymes, voir Lederman et Alexandra Ledermann (série).
Alexandra Ledermann (née le 14 mai 1969 à Évreux) est une cavalière française de concours de saut d'obstacles (CSO). Elle est connue pour être la première femme championne d'Europe de concours de saut d'obstacles avec le cheval Rochet M.

## Biographie
Alexandra Ledermann commence la compétition à l'âge de sept ans. Aidée par son père, Jean-Pierre Ledermann, cavalier de bon niveau et fondateur avec sa femme d'un centre équestre à Huest, près d'Evreux en 1965. Il la soutiendra au cours de sa carrière, allant jusqu'à lui confier Punition, sa meilleure jument avec qui elle formera un très beau couple de compétition. À douze ans, elle devient double championne de France en poney C et D. À dix-huit ans, elle remporte son premier Grand Prix avec Natfot, à Saint-Lô. C'est en 1992 que sa carrière internationale décolle lorsqu’elle remporte à 23 ans avec Punition, sa jument de compétition le Grand Prix Coupe du Monde de Paris Bercy.  
Alexandra Ledermann est la pénultième cavalière française à avoir remporté une médaille olympique en saut d’obstacles pour la France, bronze à Atlanta en 1996 avec le cheval Rochet M. À la retraite de ce dernier, elle s’éloigne du haut niveau en raison de problèmes de santé chez ses chevaux de relève. 
Elle reste connue grâce à la série des jeux vidéo d'équitation (initiée en 2000) qui porte son nom et qui rencontre le succès, particulièrement auprès du jeune public féminin, passionné de chevaux et d'équitation. 
Alexandra Ledermann a lancé en 2008 sa marque de vêtement équestre. Afin que le confort et l’élégance du produit soit de qualité, elle teste les vêtements dans des conditions extrêmes. Son envie est : "équiper les cavalières avec des vêtements techniques et féminins” comme elle l'indique sur son site internet. Cette même année elle publie le Dico d'une jeune cavalière. En 2012, elle publie sa troisième BD.
Ses écuries se situent près d’Évreux, en Normandie.

## Palmarès
- 1995 : médaille de bronze par équipes et 8e individuel aux championnats d’Europe ;
- 1996 : médaille de bronze en individuelle aux Jeux olympiques d’Atlanta avec Rochet M;
- 1998 : médaille d’argent par équipe aux Jeux équestres mondiaux de Rome en Italie avec Rochet M ;
- 1999 : médaille d’or individuelle aux championnats d’Europe avec Le cheval en France[5]
- 2000 : 1re du Grand Prix International de Norten-Harden

## Œuvres
- (avec Virginie Bruneau) Le Dico d'une jeune cavalière, Le dico, 2008.
- BD Alexandra Ledermann[4],[6]
- Livres Alexandra Ledermann

## Dans la culture
- La série de jeux vidéo Alexandra Ledermann[2].